# سید مجتبی ثمره هاشمی
سید مجتبی ثمره هاشمی سیاست‌مدار اهل ایران و زاده کرمان و دستیار ارشد رئیس‌جمهور از مرداد ۱۳۸۸ تا ۱۳۹۲ است. در برخی منابع، نام خانوادگی او به اشتباه هاشمی ثمره ذکر شده‌است. او در دولت اول محمود احمدی‌نژاد تا فروردین ۱۳۸۸ مشاور ارشد او بود و ریاست ستاد انتخاباتی او را در انتخابات ریاست جمهوری دهم بر عهده داشت. او دوست دوران دانشجویی و از مهمترین دستیاران احمدی‌نژاد است. استعفای او از پست مشاور رئیس جمهور برای آن بود تا خود را وقف پیروزی مجدد احمدی‌نژاد در انتخابات ریاست جمهوری کند. نفوذ و قدرت ثمره هاشمی در ایران معاصر به قدری‌ بود که مجله نیوزویک در شماره اول ژوئن ۲۰۰۹ او را یکی از بیست شخصیت تأثیرگذار ایران انتخاب کرد. گفته می‌شود که بسیاری از اقدامات ابتکاری و بحث‌برانگیز احمدی‌نژاد همچون نامه‌های خارجی محمود احمدی‌نژاد از جمله نامه به جرج بوش و آنگلا مرکل به توصیه او انجام شده‌است. وی همچنین دارای سوابق طولانی در دستگاه دیپلماسی خارجی جمهوری اسلامی است)
ثمره هاشمی همکلاسی احمدی‌نژاد در دانشگاه علم و صنعت بوده و پس از انقلاب معاونت سیاسی و سپس سرپرستی استانداری آذربایجان غربی را عهده‌دار شد و احمدی‌نژاد را به فرمانداری شهرستان ماکو رساند. وی را می‌توان از با نفوذترین چهره‌های دولت ایران دانست هرچند که عده‌ای وی را مرد معتدل دولت احمدی‌نژاد می‌نامیدند.
ثمره هاشمی به این شناخته شده است که به هیچ عنوان علاقه‌ای به مصاحبه با خبرنگاران ندارد. تنها گفتگوی تفصیلی او در رسانه ها با نگار سایه انجام شده است  که طی آن مصاحبه اعلام کرد در تشکیلات احمدی نژاد فقط یک کارمند است.

## پست‌ها
ثمره هاشمی تا پیش از به قدرت رسیدن احمدی‌نژاد در سال ۱۳۸۴ در سمت‌های شهردار سنندج، مشاور سیاسی استاندار کردستان، قائم مقام دانشگاه آزاد کردستان، مدیر عامل آتی‌ساز، مدیر کل ارزشیابی وزارت امور خارجه، مشاور حوزه برنامه‌ریزی صدا و سیما و معاون آموزشی صدا وسیما و همزمان رئیس دانشکده صدا و سیما فعالیت کرده‌است. او در دولت نهم علاوه بر پست مشاور رئیس جمهور مدتی معاونت سیاسی وزارت کشور را نیز بر عهده داشت و در انتخابات مجلس خبرگان رئیس ستاد انتخابات وزارت کشور بود.

## خانواده
وی خواهرزادهٔ محمد جواد باهنر (نخست وزیر اسبق و دبیرکل حزب جمهوری اسلامی) و محمدرضا باهنر (نایب رئیس مجلس هفتم و هشتم و نهم) و برادر مهدی ثمره هاشمی (مدیر عامل شرکت مهندسی آب و فاضلاب) است.